# جروم پروفتر
جروم پروفتر (انگلیسی: Jerome Propheter؛ زادهٔ ۴ ژوئن ۱۹۹۰) بازیکن فوتبال اهل آلمان است.
از باشگاه‌هایی که در آن بازی کرده‌است می‌توان به باشگاه فوتبال آلمانیا آخن، باشگاه فوتبال روت‌وایس اسن، و باشگاه فوتبال آرمینیا بیله‌فلد اشاره کرد.